# مونت ليبمان
مونتي ليبمان (بالإنجليزية: Monte Lipman)‏ هو مسؤول تنفيذي مختص في صناعة الموسيقى الأمريكية. وهو المؤسس والرئيس التنفيذي الحالي لريبابليك ريكوردز. على مدار حياته المهنية، عمل مع مجموعة واسعة من الفنانين، بما في ذلك جيمس بليك، ودرايك، وفلورنس اند ذا مشين، وأريانا غراندي، وتايلور سويفت، وآيمي واينهاوس، والعديد من الآخرين. وهو شقيق أفيري ليبمان.